# 厚鞘早熟禾
厚鞘早熟禾（学名：Poa timoleontis）为禾本科早熟禾属下的一个种。